# Świerzno (gmina)
Świerzno (daw. gmina Chomino + gmina Gostyń) – gmina wiejska w województwie zachodniopomorskim, w powiecie kamieńskim. Siedzibą gminy jest wieś Świerzno.
Według danych z 31 grudnia 2009 roku gmina miała 4255 mieszkańców.
Miejsce w województwie (na 114 gmin):

powierzchnia 77., ludność 91.

## Położenie
Gmina położona we wschodniej części powiatu kamieńskiego.
Według danych z 1 stycznia 2010 powierzchnia gminy wynosi 140,13 km². Gmina stanowi 13,9% powierzchni powiatu.
Sąsiednie gminy:
- Dziwnów, Golczewo i Kamień Pomorski (powiat kamieński)
- Gryfice, Karnice i Rewal (powiat gryficki)

Do 31 grudnia 1998 r. wchodziła w skład województwa szczecińskiego.

## Demografia
Dane z 30 czerwca 2004:
| Opis                              | Ogółem | Ogółem | Kobiety | Kobiety | Mężczyźni | Mężczyźni |
| --------------------------------- | ------ | ------ | ------- | ------- | --------- | --------- |
| jednostka                         | osób   | %      | osób    | %       | osób      | %         |
| populacja                         | 4215   | 100    | 2133    | 50,6    | 2082      | 49,4      |
| gęstość zaludnienia (mieszk./km²) | 30,1   | 30,1   | 15,2    | 15,2    | 14,9      | 14,9      |

Gminę zamieszkuje 8,8% ludności powiatu.

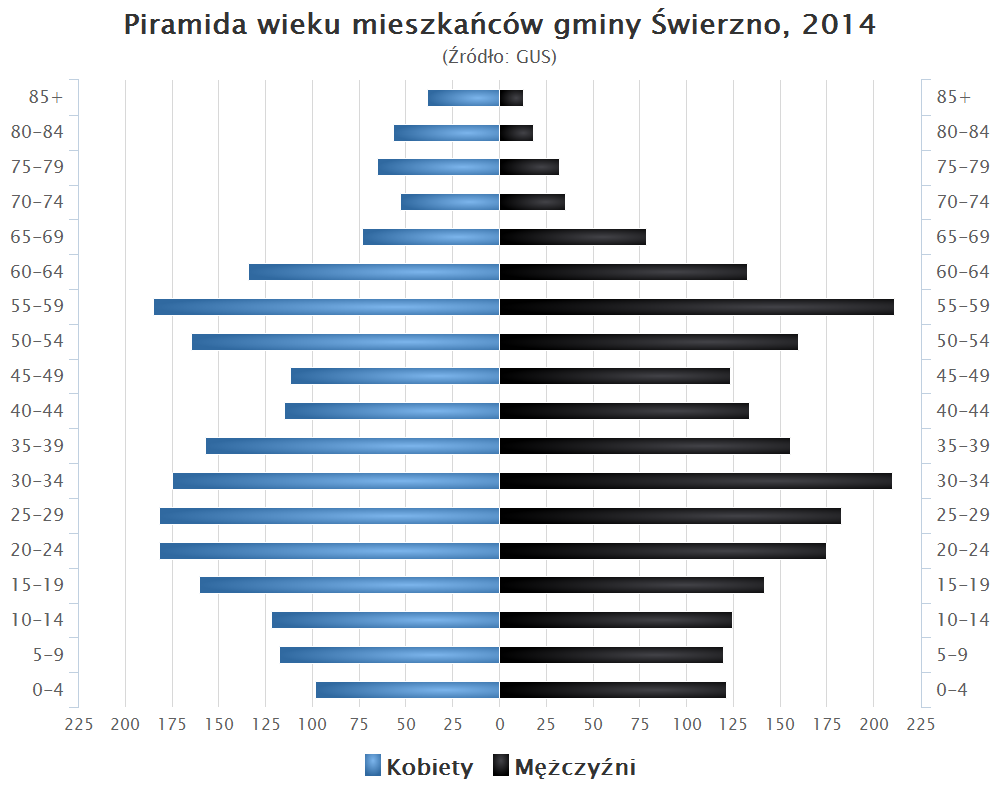
Piramida wieku mieszkańców gminy Świerzno w 2014 roku

## Przyroda i turystyka
Gmina leży na Równinie Gryfickiej i Wybrzeżu Trzebiatowskim. Gmina ma typowo rolniczy charakter, choć występują tu także tereny leśne. Wieś Świerzno jest oddalona od wybrzeża Morza Bałtyckiego o zaledwie 10 km. Przez wieś Gostyń prowadzi niebieski szlak turystyczny Pobierowo - Rewal. Tereny leśne zajmują 30% powierzchni gminy, a użytki rolne 61%.

## Komunikacja
Przez gminę prowadzą drogi wojewódzkie: nr 103 łącząca Świerzno z Kamieniem Pomorskim (14 km) i przez Cerkwicę (10 km) do Trzebiatowa (22 km) oraz nr 105 do Gryfic (18 km).
Gostyniec (1,5 km od Świerzna) uzyskał połączenie kolejowe w 1906 r. po wybudowaniu linii kolejowej łączącej Kamień Pomorski z Trzebiatowem. W 1945 r. linia została przez wojska radzieckie rozebrana.
W gminie nie ma urzędu pocztowego (zlikwidowany w 2012 roku), jest agencja pocztowa: Świerzno (nr 72-405).

## Zabytki
Kościół parafialny pw. św. TrójcyKościół ryglowy wzniesiony w 1681, dwukrotnie przebudowany. W 1708 przedłużono go od strony zachodniej, a w 1727 rozbudowano go od strony wschodniej. Kościół zlokalizowany jest w południowo-zachodniej części wsi, po zachodniej stronie drogi. Działka przykościelna rozległa w formie regularnego prostokąta. Na przedzie działki posadowiony jest budynek kościoła, zwrócony tylną ściana szczytową w kierunku drogi; w głębi mieści się nowo wzniesiona plebania, usytuowana kalenicowo. Po północnej stronie budynku kościelnego znajduje się niewielki cmentarzyk; zachowane są tutaj nagrobki z końca XIX w.
Dwór myśliwskiZ inicjatywy hrabiego Bogusława Bodo Flemminga w latach 1718-1730 wybudowano myśliwski dwór magnacki. Całość zaprojektowano jako konstrukcję ryglową. Budowniczym był prawdopodobnie J. A. Hase ze Stargardu.
Zabudowania dworskie mieszczą się na północ od drogi do Kamienia Pomorskiego. Rozplanowane zostały wokół trzech boków prostokątnego dziedzińca. Czwarty bok miał być zamknięty okazałym pałacem. Około połowy XIX wieku skrzydła, zachodnie i wschodnie otrzymały środkowy ryzalit. Zachodni budynek przebudowano w latach dwudziestych XX stulecia. Mury budynku są z ryglówki z drzewa dębowego, wypełnione cegłą. Fundamenty wykonano z polnego kamienia. Dachy wszystkich obiektów są mansardowe z naczółkami, kryte dachówką-karpiówką w koronkę. Stare dekorowane kominy zachowały się na budynku zachodnim i południowym. Malowidła w sali balowej znajdującej się w skrzydle południowym umieszczone są na drewnianym sklepieniu lustrzanym więźby dachowej. Malowane są farbą klejową na białym tle. W lustrze sklepienia, w prostokątnych ramach namalowano w tonacji różowo–niebieskiej zachmurzone niebo ze słońcem, księżycem i gwiazdami. Na spływach sklepienia znajduje się balustrada, a za nią postacie z balu kostiumowego. Nad emporą muzyczną widnieje tablica z herbem Flemmingów trzymanym przez herosów. Poniżej jest umieszczone imię i tytuł Bogusława Bodo Fleminga oraz rok 1728. Całość otacza symetrycznie rozplanowany, klasyczny ogród francuski. Kompleks budynków wraz z parkiem jest przykładem XVIII-wiecznej sztuki planowania zespołów pałacowych na Pomorzu Zachodnim.

## Administracja
Organem uchwałodawczym jest Rada Gminy Świerzno, w której zasiada 15 radnych, wybieranych w 4 okręgach wyborczych.
W 2016 r. wykonane wydatki budżetu gminy Świerzno wynosiły 19,2 mln zł, a dochody budżetu 18,4 mln zł. Zobowiązania samorządu (dług publiczny) według stanu na koniec 2016 r. wynosiły 6,5 mln zł, co stanowiło 35% poziomu dochodów.
| Nr okręgu | Jednostki pomocnicze                              | Miejscowości                                                                  | Liczba radnych |
| --------- | ------------------------------------------------- | ----------------------------------------------------------------------------- | -------------- |
| 1         | sołectwo Świerzno, sołectwo Kaleń, sołectwo Jatki | Będzieszewo, Kaleń, Jatki, Świerzno, Ugory, Mokradła                          | 4              |
| 2         | sołectwo Gostyń, sołectwo Gostyniec               | Gostyń, Trzebieradz, Sulikowo, Rybice, Białobudź, Gostyniec, Dąbrowa, Redliny | 4              |
| 3         | sołectwo Chomino, sołectwo Osiecze                | Chomino, Margowo, Osiecze, Krzemykowo, Duniewo, Krzepocin                     | 2              |
| 4         | sołectwo Stuchowo, sołectwo Ciesław               | Stuchowo, Starza, Kępica, Ciesław                                             | 5              |

Gmina Świerzno utworzyła 9 jednostek pomocniczych, będących sołectwami.
SołectwaChomino, Ciesław, Gostyniec, Gostyń, Jatki, Kaleń, Osiecze, Stuchowo, Świerzno.

## Miejscowości
WsieChomino, Ciesław, Dąbrowa, Duniewo, Gostyniec, Gostyń, Jatki, Kaleń, Krzemykowo, Krzepocin, Osiecze, Redliny, Świerzno, Trzebieradz, Ugory
OsadyBędzieszewo, Kępica, Margowo, Mokradła, Rybice, Starza, Stuchowo, Sulikowo